# 厚叶冬青
厚叶冬青（学名：Ilex elmerrilliana）是冬青科冬青属的植物，为中国的特有植物。分布在中国大陆的湖北、四川、浙江、安徽、广西、湖南、福建、贵州、江西、广东等地，生长于海拔200米至1,500米的地区，多生于灌丛中、山地常绿阔叶林中以及林缘，目前尚未由人工引种栽培。